# Sigmar Polke
Sigmar Polke (Oels, 13 februari 1941 – Keulen, 11 juni 2010) was een Duitse kunstschilder en fotograaf. Zijn werk werd rond 1963 bekend als kapitalistisch realisme en wordt gezien als een Europese variant van de popart. Hij stond rond 2000 meerdere keren achtereen op de eerste plaats in de top tien van belangrijkste kunstenaars.

## Leven en werk
De familie van Sigmar Polke vluchtte in 1945 uit Silezië, naar Thüringen en emigreerde in 1953 vanuit de communistische DDR naar Berlijn in West-Duitsland. Later ging Polke in Düsseldorf wonen. Hij volgde van 1959 tot 1960 een opleiding glasschilderen bij de firma Kaiserwerth in Düsseldorf. Hij bezocht veel galeries en musea alvorens hij op twintigjarige leeftijd aan de kunstacademie Düsseldorf ging studeren. Op de academie maakte hij schilderijen door onder andere fotografische afbeeldingen in zijn werk op te nemen.
Polke had zichzelf geleerd om te gaan met fotocamera's en gebruikte in zijn schilderijen vele combinaties van kleurstoffen, lakken en exotische chemicaliën. Bij zijn onderwerpskeuze kiest hij vaak  afbeeldingen uit oude boeken, hedendaagse tijdschriften en afbeeldingen van reclameuitingen uit de consumptiemaatschappij. Ook bedient hij zich van ironiserende elementen, zoals bijvoorbeeld in de titel "Hogere wezens bevalen mij de rechterbovenhoek zwart te schilderen" (Duits: "Höhere Wesen befahlen: Rechte obere Ecke schwarz malen!"). Zijn broer Wilfrid Polke (1932-2014) was ook kunstschilder.
Sigmar Polke verwierf begin jaren 1960 bekendheid door op 11 oktober 1963 samen met Gerhard Richter en Konrad Lueg de happening Leben mit Pop – Eine Demonstration für den Kapitalistischen Realismus te organiseren in meubelhuis Berges in Düsseldorf. Daarmee vestigde deze groep de term 'kapitalistisch realisme'. Andere kunstenaars die hiermee in verbinding gebracht werden, waren naast Richter en Polke: KP Brehmer, Karl Horst Hödicke en Wolf Vostell.
In 1968 deed Polke eindexamen en presenteerde hij een map met foto's van zijn minisculpturen en performances. Ook de daaropvolgende jaren fotografeerde hij veel. Gedurende de jaren 1970 maakte hij reizen naar Parijs, New York, Afghanistan, Pakistan en Brazilië. Van 1970 tot 1971 was hij gastdocent aan de hogeschool voor beeldende kunst in Hamburg, en tussen 1977 en 1991 was hij er officieel aangesteld als docent. Polke woonde lange tijd in Keulen. In 1980 en 1981 bereisde hij Zuidoost-Azië, Papoea-Nieuw-Guinea en Australië.

## Tentoonstellingen
Sigmar Polke nam verschillende keren deel aan de documenta in Kassel (Duitsland) (1972, 1982). In 1982 was zijn werk te zien op de spraakmakende tentoonstelling Zeitgeist, in 1984 op de tentoonstelling Von hier aus – Zwei Monate neue deutsche Kunst in Düsseldorf en in 1988 op de tentoonstelling Made in Cologne.
In 1997 had Polke een grote overzichtstentoonstelling in de Kunst- und Ausstellungshalle der Bundesrepublik Deutschland in Bonn met de titel: "De drie leugens van de schilderkunst (Duits: Die drei Lügen der Malerei). In 2007 werd zijn werk geëxposeerd op een grote retrospectieve tentoonstelling in Museum Frieder Burda in Baden-Baden.
In 2015 toont Museum Ludwig in Keulen een overzichtstentoonstelling van zijn werk.

## Onderscheidingen
In 1982 ontving hij de Will-Grohmann-Preis,  in 1986 de grote prijs voor de schilderkunst (Gouden Leeuw) op de biënnale van Venetië en in 2000 de Goslarer Kaiserring.

## Werken in Nederlandse musea (selectie)
- Farbtafeln (1986), Radioaktiver Abfall (1992), Stedelijk Museum, Amsterdam[4]
- Hermes Trismegistos I-IV, 1995, in Museum De Pont, Tilburg[5]
- Höhere Wesen befahlen: Rechte obere Ecke schwarz malen! (1969), in Van Abbemuseum, Eindhoven
- Werkgruppe I-III (1982), in Museum Boijmans Van Beuningen, Rotterdam[6]